# Landseer

## Testfelépítése
A landseer nagy, erőteljes, harmonikus testfelépítésű kutya. Háta vízszintes, a marjától a faráig végig széles és erős. Mellkasa széles és mély. A has enyhén felhúzott. Fara széles és telt. A farok legfeljebb a csánk alá érhet, nyugalmi állapotban lelóg, csak a vége görbül kissé vissza. Könyökei szorosan a testéhez simulnak. Lábai egyenesek, függőlegesek és izmosak. Széles mancsain szorosan egymás mellett ülnek az ujjak, amelyek között úszóhártya van. Nyakának keresztmetszete tojás alakú, lebernyeg gyakorlatilag nincs rajta. Csodálatos, nemes vonású feje széles és masszív, jól fejlett tarkónyúlvánnyal. A stop jól látható, de nem túl erős. Az ajkai szárazak - a landseer nem nyáladzik. Közepes nagyságú fülei háromszögletűek, enyhén lekerekítettek, magasan - de nem túl hátul - tűzöttek, és a fej mellett lógnak. A mandulavágású szemek közepes nagyságúak és eléggé mélyen ülők, pislogóhártya nem látszik. Tekintete barátságos. A landseer harapása ollószerű. A landseer szőrzete egyenes, sűrű és hosszú, tapintása puha. Az aljszőrzet kimondottan puha, de nem annyira sűrű, mint az újfundlandié. A csípő és a hát szőre egy kissé hullámos is lehet. Az arc szőrzete rövid. A lábakon ritkás zászló fejlődik, a farok szőrzete viszont igen sűrű és bozontos. Alapszíne a tiszta fehér, amelyet éles szélű fekete foltok tarkítanak a testen és a faron. A nyak, a szegy, a has, a lábak és a farok mindig fehérek. A fej mindig fekete, fehér, szimmetrikus orrcsíkkal, amely hosszúra nyúlhat. A fehér részekben a fekete pettyezettség nemkívánatos. A szemek lehetőleg barnák vagy sötétbarnák kell lennie, de a világosbarna is elfogadható. Az orr és az ajkak mindig feketék.

## Jelleme
A landseer barátságos, kedves természetű, egyenes, békés, öntudatos és kiegyensúlyozott kutya. Noha az agresszivitásnak semmi jelét nem adja, szükség esetén hatékonyan védelmezi családját és otthonát. Nem ugat sokat. Általában nagyon szeret úszni. Kitűnő családi kutya, amely harmonikusan él más kutyákkal és egyéb háziállatokkal. A gyerekekre különösen nagy figyelmet fordít - a szó jó értelmében. A látogatókat jelzi ugyan, de ha nincs ártó szándékuk, barátságosan fogadja őket.

## Méretei
- Marmagasság: kan: 72–80 cm, szuka: 67–72 cm
- Testtömeg: 50–68 kg
- Várható élettartam: 11 év

## Megjegyzés
A fajta nevelése általában nem nehéz feladat. Már egészen fiatalon meg kell tanítani a „lábhoz”! parancsra, és arra, hogy ne rángassa a pórázt, mert ha felnő, már túl nagy és erős lesz egy embernek. Igen jól érzékeli a hanghordozás árnyalatnyi különbségeit, nagyszerű eredmények érhetők el nyugodt és kiegyensúlyozott, sem túl megterhelő, sem túl szigorú nevelésével. Általában családi kutyaként tartják. Jó teljesítményt nyújt az engedelmességi próbákon, és ha ezt élvezi, akár magasabb szintű foglalkozásokra is beíratható.

## Külső hivatkozások
- Landseer fajtaismertető a Kutya-Tár-ban